# 李念
李念（1985年5月30日—），女，湖北京山人，中国演员，现居于美国，毕业于上海戏剧学院表演系02级本科，成名作为电视剧《蜗居》。

## 简介
李念出道以来已在多部影视剧中崭露锋芒。而网上一直流传的陈道明女儿的照片其实就是李念。这其实是一个“美丽”的误会，李念曾在电视剧《茉莉花》中饰演陈道明的女儿。有个记者写报道的时候忘在“父女”两字上加引号，结果李念被当成了陈道明的女儿。

### 家庭
- 丈夫：林和平，1971年6月23日（53歲）出生。软银赛富的合伙人，于2001年加入软银亚洲投资基金。1991年毕业于斯坦福大学，1994年于哈佛大学法律系取得法学博士学位。2011年7月13日下午，李念承认与林和平登记结婚。
- 大女儿：Jessica，2012年1月25日（13歲）出生；
- 小儿子：旺仔，2015年3月14日（10歲）出生。

## 影视作品

### 电视剧
| 首播年份 | 剧名                   | 角色     | 备注                |
| 2004年   | 《极速的浪漫青春》     | 杨迦     |                     |
| 2004年   | 《江湖俏佳人》         | 雪儿     |                     |
| 2005年   | 《茉莉花》             | 顾佳慧   |                     |
| 2006年   | 《七品李剃头》         | 莺儿     |                     |
| 2006年   | 《换子成龙》           | 孙如云   |                     |
| 2006年   | 《记忆之城》           | 罗雨婷   |                     |
| 2007年   | 《天空下的愿望》       | 小如     |                     |
| 2009年   | 《蜗居》               | 郭海藻   |                     |
| 2010年   | 《杨贵妃秘史》         | 乐奴     |                     |
| 2010年   | 《别对我说谎》         | 蔡纯蔷   |                     |
| 2011年   | 《夏妍的秋天》         | 夏妍     |                     |
| 2012年   | 《经营婚姻》           | 罗青鸟   |                     |
| 2012年   | 《北京爱情故事》       |          | 客串                |
| 2013年   | 《春天的绞刑架》       | 韩雨莲   | 又名:绞刑架下的春天 |
| 2014年   | 《爱的秘笈》           | 贾典娜   |                     |
| 2014年   | 《纸婚》               | 顾小影   |                     |
| 2016年   | 《疗伤客栈》第二季     |          | 客串， 網絡劇       |
| 2017年   | 《九州·海上牧云记》    | 龙格丹珠 |                     |
| 2017年   | 《我的！體育老師》     | 心理医生 | 客串                |
| 2018年   | 《别用爱情说事》       | 代灵玲   |                     |
| 2018年   | 《远大前程》           | 露伶春   |                     |
| 2018年   | 《大浦东》             | 陈梦蕾   |                     |
| 2019年   | 《都挺好》             | 朱丽     |                     |
| 2019年   | 《激荡》               | 温泉     |                     |
| 2019年   | 《梦在海这边》         | 赵小青   |                     |
| 2021年   | 《我是真的爱你》       | 尤雅     |                     |
| 2021年   | 《雪中悍刀行》         | 徐脂虎   |                     |
| 2023年   | 《潜行者》             | 朱玉     |                     |
| 待播     | 《朋友圈儿之温州媳妇》 |          |                     |
| 待播     | 《爱归来》             |          |                     |
| 待播     | 《儿子，回家吧》       |          |                     |
| 待播     | 《产后世界》           |          |                     |

### 电影
| 上映年份 | 电影名         | 角色   | 备注 |
| 2005年   | 《霍元甲》     | 金玉   |      |
| 2009年   | 《沂蒙六姐妹》 | 月芬   |      |
| 2010年   | 《午夜心跳》   | 温淼   |      |
| 2011年   | 《房不剩防》   | 小柯   |      |
| 2011年   | 《全球熱戀》   | 周颖颖 |      |
| 2011年   | 《失恋33天》   | 客串   |      |
| 2018年   | 《超时空同居》 | 客串   |      |

## 链接
- 李念的新浪微博
- 李念的新浪博客
- 李念在香港影庫上的簡介